# Alvidrón
Alvidrón (llamada oficialmente Santa María de Alvidrón) es una parroquia y una aldea española del municipio de Antas de Ulla, en la provincia de Lugo, Galicia.

## Organización territorial
La parroquia está formada por cuatro entidades de población, constando tres de ellas en el nomenclátor del Instituto Nacional de Estadística español:
- Alvidrón
- Feás
- Mancegar
- Outeiro

## Demografía

### Parroquia
| Gráfica de evolución demográfica de Alvidrón (parroquia) entre 2000 y 2019 |
|                                                                            |
| Datos según el nomenclátor publicado por el INE.                           |

### Aldea
| Gráfica de evolución demográfica de Alvidrón (aldea) entre 2000 y 2019 |
|                                                                        |
| Datos según el nomenclátor publicado por el INE.                       |

## Monumentos
La iglesia parroquial es románica, datada en el siglo XII, de cuya época conserva los canecillos absidales, así como la puerta principal. Esta consta de triple arquivolta de medio punto, siendo sostenida la mayor por sendas columnas acodilladas que terminan en capiteles con motivos vegetales. En relación con los canecillos de la nave central, hay uno de especial relevancia y que está situado en el lateral izquierdo de la misma. Representa una figura humana con una mano tapándose la boca y la otra entre las piernas. Dicha figura es conocida popularmente como "A Nugalla".